# 混沌理论

數值r = 28，σ = 10，b = 8/3的勞侖次吸引子圖形。

一个双杆摆动画呈现混沌行为。 从开始略微不同的初始条件摆杆将导致一个完全不同的轨迹。双杆摆是具有混沌方案最简单的动力系统之一。

杜芬方程吸引子图列

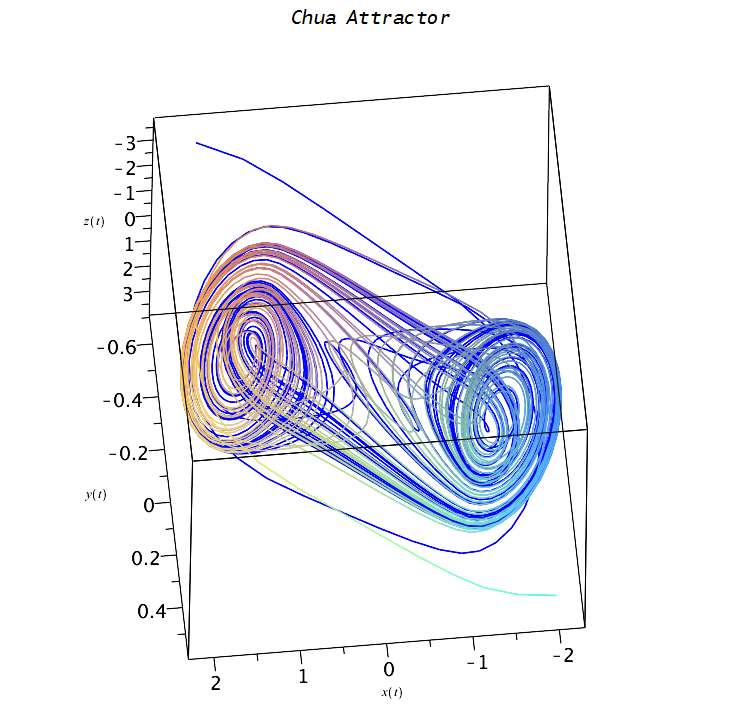
蔡氏电路 吸引子

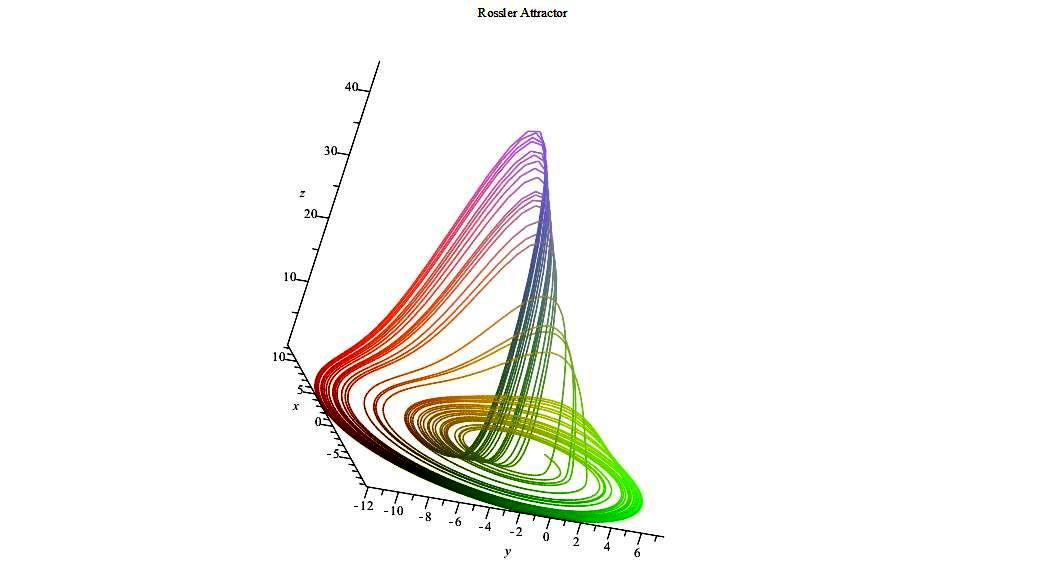
Rossler 吸引子

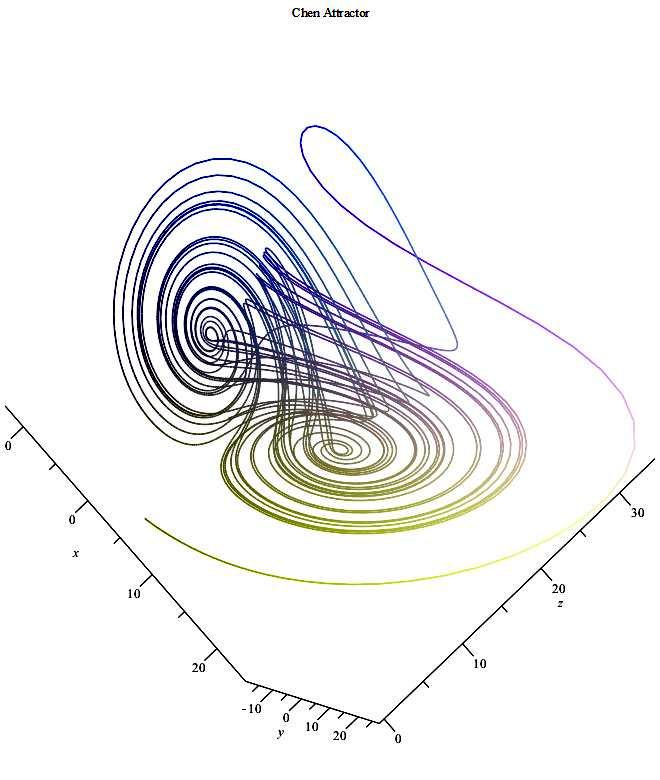
陳氏吸引子

混沌理论（英語：Chaos theory）是关于非线性系统在一定参数条件下展现分岔、周期运动与非周期运动相互纠缠，以至于通向某种非周期有序运动的理论。在耗散系统和保守系统中，混沌运动有不同表现，前者有吸引子，后者无（也称含混沌吸引子）。
从20世纪80年代中期到20世纪末，混沌理论迅速吸引了数学、物理、工程、生态学、经济学、气象学、情报学等诸多领域学者有关注，引发了全球混沌热。混沌，也写作浑沌（比如《庄子》）。自然科学中讲的混沌运动指确定性系统中展示的一种類似随机的行为或性态。确定性是指方程不含随机项的系统，也称动力系统。典型的模型有單峰映象迭代系统，洛伦兹微分方程系统，若斯叻吸引子，杜芬方程，蔡氏电路，陳氏吸引子等。为浑沌理论做出重要贡献的学者有庞加莱、洛伦兹、上田睆亮、费根堡姆、约克、李天岩、斯美尔、芒德勃罗等。混沌理论向前可追溯到19世纪庞加莱等人对天体力学的研究，他提出了同宿轨道、异宿轨道的概念，他也被称为浑沌学之父。
混沌行为可以在许多自然系统中被观测到，例如天气和气候。对于这个行为的研究，可以通过分析混沌数学模型，或者通过诸如递归图和庞加莱映射等分析技术。

## 定义
混沌理论是一种兼具质性思考与量化分析的方法，用以探讨动态系统中无法用单一的数据关系，而必须用整体，连续的数据关系才能加以解释及预测之行为。
|  | 一切事物的原始状态，都是一堆看似毫不关联的碎片，但是这种混沌状态结束后，这些无机的碎片会有机地汇集成一个整体。 |

混沌一词原指发现宇宙混乱状态的描述，古希腊哲学家对于宇宙之源起即持混沌论，主张宇宙是由混沌之初逐渐形成现今有条不紊的世界。在井然有序的宇宙中，科学家经过长期的探讨，逐一发现众多自然界中的规律，如大家熟知的万有引力、杠杆原理、相对论等。这些自然规律都能用单一的数学公式加以描述，并可以依据此公式准确预测物体的行径。
近半世纪以来，科学家发现许多自然现象即使可以化为单纯的数学公式，但是其行径却无法加以预测。如气象学家愛德華·諾頓·勞侖次发现简单的热对流现象居然能引起令人无法想象的气象变化，产生所谓的“蝴蝶效应”。60年代，美国数学家史蒂芬·斯梅爾发现某些物体的行径经过某种规则性变化之后，随后的发展并无一定的轨迹可循，呈现失序的混沌状态。

## 背景

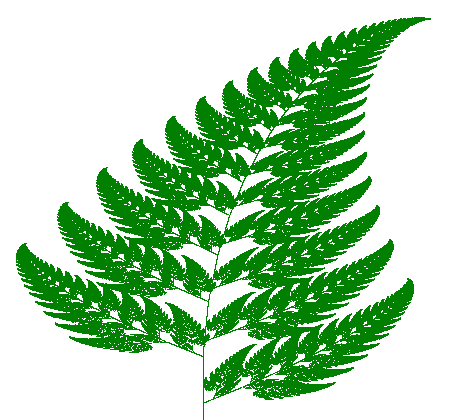
利用混沌游戏制作的巴恩斯利蕨。自然形态（蕨类、云、山脉等等）可通过迭代函数系统（IFS）再现。

詹姆斯·克拉克·麦克斯韦首先强调了“蝴蝶效应”，并被认为是最早讨论混沌理论的人之一，在1860年代到1870年代有相关研究。1880年代亨利·庞加莱在研究三体问题时发现，存在非周期性轨道，但既不会永远增加，也不会趋近于定点。1898年，雅克·阿达马发表了一篇影响深远的研究报告，研究了在恒定负曲率表面上无摩擦滑动的自由粒子的混沌运动，形成“阿达马动力系统”。阿达马证明所有轨迹都不稳定，都会以指数形式相互发散，且具有正的李雅普诺夫指数。
混沌理论始于遍历理论。后来，乔治·戴维·伯克霍夫、安德雷·柯尔莫哥洛夫、玛丽·露西·卡特莱特 & 约翰·伊登斯尔·利特尔伍德及斯蒂芬·斯梅尔等人也对非线性微分方程进行了研究。除斯梅尔外，他们都直接受物理学启发：伯克霍夫的三体问题、科尔莫戈罗夫的湍流和天文问题以及卡特莱特和利特尔伍德的无线电工程问题。虽然混沌行星运动尚未被观测到，但实验人员已经遇到了流体运动中的湍流和无线电电路中的非周期性振荡，却没有理论来解释这些现象。
混沌系统在20世纪上半叶就已经有了初步的认识，但混沌理论要到世纪中叶之后才正式成立。当时人们发现，流行的线性系统理论无法解释某些实验（如逻辑斯蒂映射）的行为。混沌理论认为，测量不精确和简单的“噪声”都是研究系统的组成部分。1959年，鲍里斯·奇里科夫提出了哈密顿系统出现经典混沌的标准，即奇里科夫标准。他将其解释了开放镜俘获（open mirror trap）中等离子体束缚的一些试验结果，一般认为这是第一个成功解释具体实验现象的混沌物理理论，奇里科夫本人也被视为经典与量子混沌的先驱。
电子计算机极大推进了混沌理论的发展。混沌理论的大部分数学知识涉及简单公式的反复迭代，手工操作是不切实际的。计算机使重复计算变得切实可行，而数字和图像则使可视化成为可能。1961年11月27日，京都大学林千博实验室的研究生上田睆亮在进行模拟计算机实验时，注意到了他所谓“随机过渡现象”，然而他的导师并不认同他的结论，到1970年才允许他报告自己的发现。

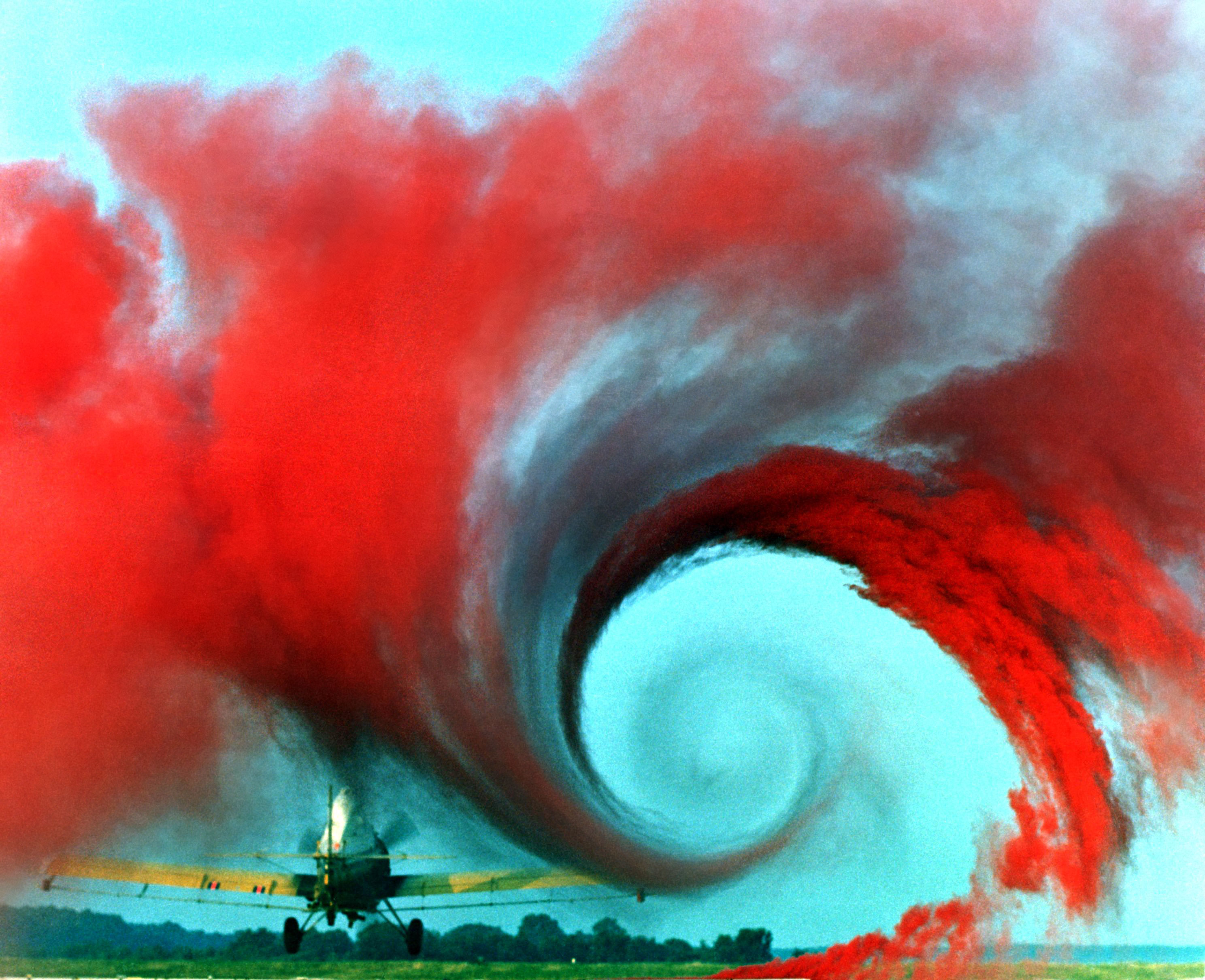
飞机机翼翼尖涡流中的湍流。对系统湍流产生的临界点研究对混沌理论非常重要。例如，苏联物理学家列夫·朗道对临界点进行了分析，提出了湍流的朗道-霍普夫理论。达维德·吕埃勒和loris Takens则预言，流体湍流可能通过奇异吸引子产生。

爱德华·诺顿·洛伦茨是混沌理论的早期先驱，他对混沌的兴趣产生于1961年偶然从事的天气预报工作。当时，洛伦兹与同事Ellen Fetter、玛格丽特·汉密尔顿用一台简单的数字计算机——Royal McBee LGP-30运行天气模拟。他们想再看一次数据，为了节省时间，在模拟过程的中间开始了模拟。他们输入了与原模拟中间条件对应的数据，并进行模拟。然而，这次预测与之前的结果完全不同。计算机以6位精度运行，打印输出将变量舍入到3位，当时的共识是这种微小差异不会产生实际影响；洛伦兹发现，初始条件的微小变化会导致长期结果的巨大变化。洛伦兹的发现表明，即使是详细的大气模型，一般来说也做不出精确的长期天气预测。
1963年，本华·曼德博在研究信息论时发现，许多现象（如股价与电话线路）中的噪声模式类似于康托尔集，是具有无限糙度和细节的点集。曼德博总结出“诺亚效应”（可能发生突然的不连续变化）和“约瑟夫效应”（一个值可能持续一段时间，之后又发生突变）。他发表的《英国的海岸线有多长？统计自相似和分数维度》（1967）指出海岸线的长度随测量仪器的尺度而变化，在所有尺度上都与自身相似，对于无穷小的仪器来说，海岸线的长度是无限的。从远处看麻绳球是一个点（0维），从近处看是一个球（3维），再近了看是一条弯曲的绳（卷曲的1维），他认为从这个例子看，物体的维度是相对于观察者而言的，且可能是分数。物体在不同尺度上的不规则性（“自相似性”）是一定的，这个物体就是分形（如门格海绵、谢尔宾斯基三角形和科赫雪花，雪花无限长却包围着有限的空间，其分形维度约为 1.2619）。1982年，曼德博出版了《大自然的分形几何学》，成为混沌理论的经典之作。
1977年12月，纽约科学院组织了第一次混沌研讨会，达维德·吕埃勒、Robert May、詹姆士·约克（数学中“混沌”的引入者）、Robert Shaw及气象学家爱德华·洛伦兹出席了会议。次年Pierre Coullet和Charles Tresser发表了《自同态迭代与重整化群》（Itérations d'endomorphismes et groupe de renormalisation），米切尔·费根鲍姆《一类非线性变换的定量普遍性》（Quantitative Universality for a Class of Nonlinear Transformations）在被审稿人拒稿了3年后终于发表了出来。因此，费根鲍姆 (1975)和Coullet & Tresser (1978)发现了混沌的普遍性，从而混沌理论将可用于许多不同的现象。
1979年，Albert J. Libchaber在皮埃尔·奥昂贝格于阿斯彭组织的一次研讨会上，介绍了对导致瑞利-贝纳德对流系统混沌与湍流的分岔级联的实验观察。1986年，他与米切尔·费根鲍姆共同被授予沃尔夫物理学奖，以表彰他们取得的鼓舞人心的成就。
1986年，纽约科学院、美国国家心理健康研究所与美国海军研究办公室共同组织了第一次关于生物学与医学中的混沌的会议，会上Bernardo Huberman提出了精神分裂症患者眼动追踪功能障碍的数学模型。这引发了20世纪80年代生理学在病理心动周期研究等混沌理论应用方面的创新。
1987年，Per Bak、汤超和Kurt Wiesenfeld在《物理评论快报》上发表论文，首次描述了自组织临界性（SOC），认为这是自然界中复杂性产生的机制之一。
除了阿贝尔沙堆模型等以实验为基础的研究方法外，有很多研究聚焦于显示标度不变性的大规模自然与社会系统上。尽管这些方法并不总是得到领域专家的欢迎（至少最初如此），SOC还是成为了解释诸多自然现象的有力候选，如地震（SOC之前，就已经知道地震是一种标度不变行为，如描述地震规模统计分布的古登堡-里克特定律，以及描述余震频率的大森定律）、耀斑、金融市场等经济系统的波动（经济物理学中常见SOC）、地貌形成、森林火灾、山崩、流行病与演化（SOC被援引为尼尔斯·艾崔奇与史蒂芬·古尔德提出的“间断平衡”依据的动力机制）。参考时间规模的无标度分布的含义，有人认为战争也是SOC的例子。这些对SOC的研究有尝试建模（开发新模型，或据自然系统的具体情形调整现有模型）、广泛数据分析等，以确定自然缩放规律的存在和/或特征。
同年，詹姆斯·格雷克出版了《混沌：创造一门新科学》（Chaos: Making a New Science），迅速成为畅销书，向一般大众介绍了混沌理论的一般原理及其历史。混沌理论最初只是少数人的研究领域，后来逐渐扩张成跨学科的学科，主要以非线性系统分析的名义出现。许多“混沌学家”引托马斯·库恩《科学革命的结构》（1962）提出的“典范转移”概念，称这一理论就是典范转移的例子。格雷克也持这种观点。
更便宜、更强大的计算机扩大了混沌理论的适用范围。混沌理论目前仍是很活跃的研究领域，涉及许多不同的学科，如数学、拓扑学、物理学、社会系统、人口模型、生物学、气象学、天体物理学、信息论、计算神经科学、流行病危机管理等等领域。

### 洛伦兹对混沌建模的开创性贡献
1963年美国气象学家愛德華·勞侖次提出混沌理论（Chaos），非线性系统具有的多样性和多尺度性。混沌理论解释了決定系统可能产生隨機结果。理论的最大的贡献是用简单的模型获得明确的非周期结果。在气象、航空及航天等领域的研究裡有重大的作用。
洛伦兹教授在整个职业生涯中，共撰写了61篇研究论文，其中58篇为其独作。从1960年在日本召开的会议开始，洛伦兹踏上了开发各种模型的历程，试图揭示SDIC和混沌特征。最近对洛伦兹从1960年到2008年的模型进展的回顾显示，他善于利用各种物理系统来说明混沌现象，如准地转系统、恒涡度方程、瑞利-贝纳德对流方程和浅水方程等，此外还较早应用了逻辑斯蒂映射探索混沌解，这是他领先于同行取得的里程碑式成就（如Lorenz 1964）。

## 混沌動力學

x → 4 x (1 – x)与y → (x + y) mod 1定义的映射，展示了对初始x值的敏感性。其中，两个x、y序列随时间推移，从微小的初值差异发散出去。

通常来说，“混沌”意味着“无序状态”。混沌也不存在公认的数学定义，Robert L. Devaney总结出比较常用的定义，指出混沌系統有三種性質：
1. 受初始狀態影響的敏感性，初始条件非常微小的变动也可以导致最终状态的巨大差别。
2. 具有拓撲混合性；不严格地来说，就是系统会将初始空间的拓扑性质彻底打乱，使得任何初始状态变换到其他任何位置。
3. 周期軌道稠密，即在任何初始值附近都可以找到具有周期轨道的值。

在离散时间情形下，对初始条件的敏感性对度量空间上所有的连续映射都正确。敏感性是最具实际意义的特性，不过一般无需在定义中加以说明。
若将注意力放在区间上，那么第二条特性可以推导出另两条特性。混沌的另一个定义一般较弱，只使用前两条属性。

### 对初始条件的敏感性

用于生成y变量曲线图的洛伦兹方程。x与z的初始条件保持不变，但y的初始条件在1.001、1.0001、1.00001之间变化。、的值分别为45.92、16、4 。从图中可以看出，即使是最细微的差别，也会在大约12秒后发生显著变化，这就是对初始条件敏感的一个例子。

对初始条件的敏感性意味着，混沌系统中的每对极相近的点，会有大相径庭的轨迹；当前轨迹的任意微小变化都会导致未来行为的显著不同。
这种性质通常称作“蝴蝶效应”，源于爱德华·洛伦兹在美国科学促进会上发表的《可预测性：巴西的蝴蝶扇动翅膀会引发德克萨斯州的龙卷风吗？》（1972）。蝴蝶扇动翅膀代表系统初始条件的微小变化，引发了一连串现象，其出现完全无法预测。倘若蝴蝶没有扇动翅膀，整个系统的轨迹都会大不相同。
正如洛伦兹在《混沌的本质》（1993）中所写：“敏感依赖性可以作为混沌的一个可接受定义。”为说明时变路径对初始位置的敏感性，我们建立了一个理想化的滑雪模型。可预测性水平线可以在SDIC开始之前确定（即在附近初始轨迹出现显著分离之前）。
若从有限的系统信息开始（实际情况一般如此），则在一定时间后，系统就不再可预测了。这常见于天气预报，一般只能提前一周左右。这不是说不能对遥远未来的事件做出任何断言，只是说系统存在限制。例如，地表温度不会自然达到100 °C（212 °F）或低于−130 °C（−202 °F）（当前地质年代），但并没有方法推知一年中最热的一天会是哪一天。
李亚普诺夫指数衡量了对初始条件的敏感度，其形式是与扰动的指数发散率。给定相空间中两个无限接近的初值，初始分离度{\displaystyle \delta \mathbf {Z} _{0}}，两条轨迹最终发散的速度由以下公式给出：
{\displaystyle |\delta \mathbf {Z} (t)|\approx e^{\lambda t}|\delta \mathbf {Z} _{0}|,}
其中{\displaystyle t}是时间，{\displaystyle \lambda }是李亚普诺夫指数。分离率取决于初始分离矢量的方向，因此可能存在完整的李亚普诺夫指数谱。李亚普诺夫指数的个数等于相空间维数，通常仅指最大的一个：最大李亚普诺夫指数（MLE）最常用，反映系统整体的可预测性。系统MLE若为正，则视作处于混沌状态。
除上述特性外，还有其他相关性质，例如测度论混合性（如遍历理论）及K系统的特性。

### 非周期性
混沌系统可能具有完全重复的演化变量值序列，从序列任一点出发都会产生周期性行为。但这种周期序列是排斥性的：若演化变量在序列之外，无论多么接近，都不会进入序列，事实上还会偏离。因此，在几乎所有初始条件下，变量都会以非周期性方式混沌演化。

### 拓扑混合

一组状态通过逻辑斯蒂映射的6次迭代。第一次（蓝）为初始条件，基本上形成了一个圆。动画显示了圆形为初态的1~6次迭代，可以发现会出现混合现象。第6次迭代中，点几乎完全分散在相空间中。若进一步迭代，混合将是均匀、不可逆的逻辑斯蒂映射方程为。将其状态空间推广到2维，要创建第二个状态：，即，否则。

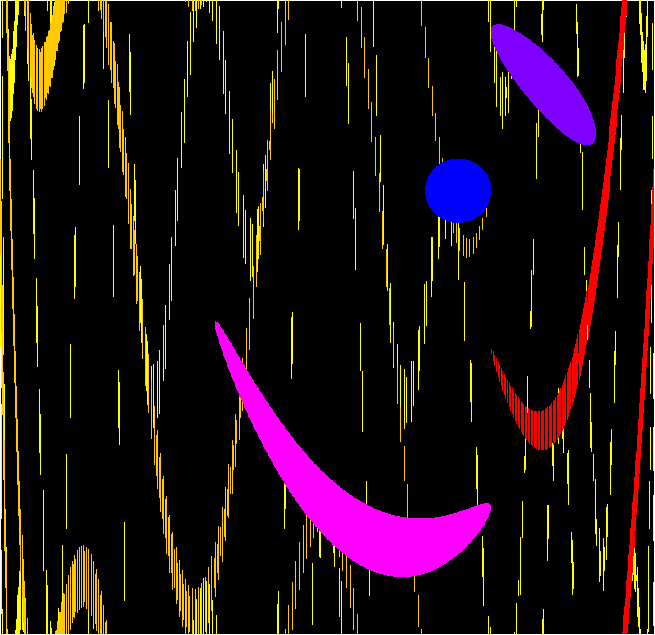
x → 4 x (1 – x)与y → (x + y) mod 1定义的映射，也展现出拓扑混合。蓝色在动力作用下首先变为紫色，然后到粉色与红色，最终变为一团散布在空间中的垂直线。

拓扑混合（或较弱的拓扑传递）是指系统相空间的任意给定区域或开集，随时间推移都将与任意给定区域重叠。这种“混合”的概念与标准直觉相对，染料或液体的混合就是一种混沌系统。
混沌的流行说法往往忽略了拓扑混合，认为混沌只等同于对初态的敏感性；但这并不会导致混沌。例如，考虑只会将初值反复加倍的动力系统。它对各处的初值都敏感，因为任意一对邻近的点都会变得相距甚远；但由于没有混合，所以没有混沌。其实它的行为极其简单：除了0之外，所有点都趋于无穷大。

### 拓扑传递
若对任意一对非空开集{\displaystyle U,V\subset X}，都{\displaystyle \exists k>0}使{\displaystyle f^{k}(U)\cap V\neq \emptyset }，则称映射{\displaystyle f:X\to X}具有拓扑传递性。这弱于拓扑混合。直观地说，给定点x与V，则在x附近存在点y，其在拓扑传递映射中的轨道穿过V。这说明，不可能将系统分解为两个开集。
不难看出，稠密轨道意味着拓扑传递性。伯克霍夫传递性定理指出，若X是第二可数完备空间，则拓扑传递性意味着X中存在具有稠密轨道的稠密点集。

### 稠密周期轨道
具有稠密周期轨道的混沌系统意味着空间中的点都任意接近周期轨道。由x → 4 x (1 – x)定义的1维逻辑斯蒂映射是具有稠密周期轨道的最简单系统之一。例如，{\displaystyle {\tfrac {5-{\sqrt {5}}}{8}}} → {\displaystyle {\tfrac {5+{\sqrt {5}}}{8}}} → {\displaystyle {\tfrac {5-{\sqrt {5}}}{8}}}（或约0.3454915 → 0.9045085 → 0.3454915）是周期为2的（不稳定）轨道，而周期为4、8、16等（实际上是沙尔科夫斯基定理指定的所有周期）也存在类似轨道。
沙尔科夫斯基定理是Li & Yorke(1975)的基础，其证明了任何连续1维系统若表现出周期为3的规则周期，也会表现出其他长度的规则周期以及完全混乱的轨道。

### 奇异吸引子

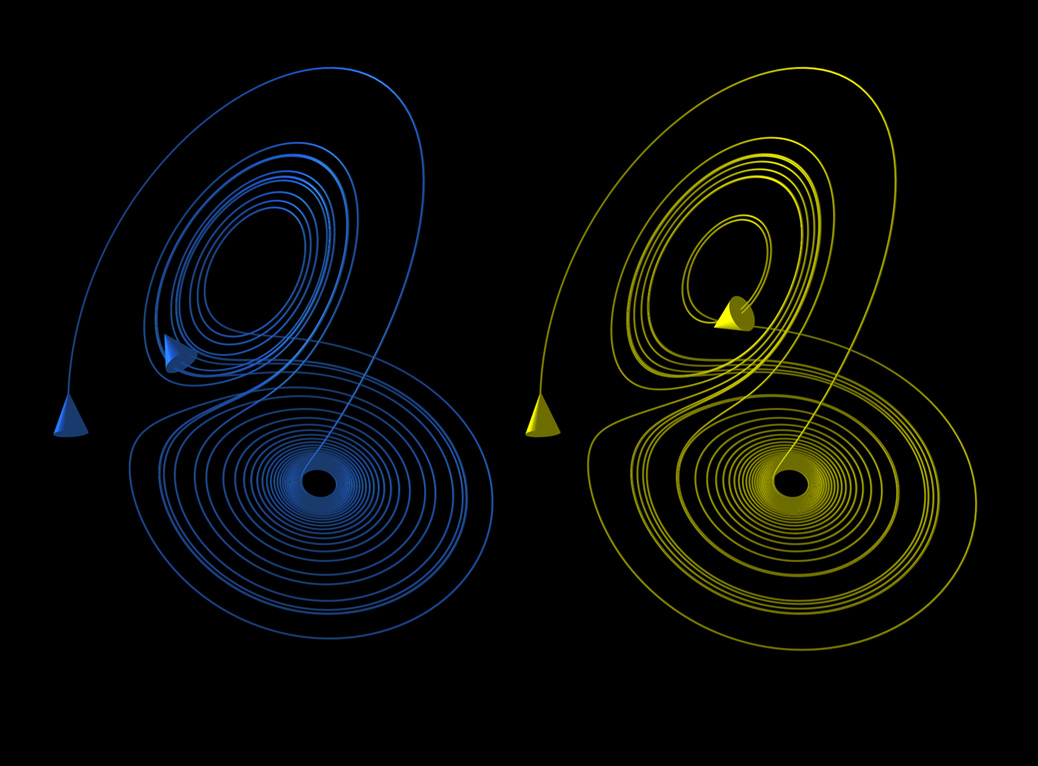
洛伦兹吸引子显示出混沌行为。这两幅图显示了吸引子所占据的相空间区域内初始条件的敏感性。

x → 4 x (1 – x)定义的1维逻辑斯蒂映射之类的动力系统在任何地方都是混沌的，但很多时候混沌仅见于相空间的子集。混沌发生在吸引子上时，大量初始条件都将使轨道向混沌区域收敛。
直观显示混沌吸引子的简单方法，是从吸引盆地的某点开始，绘制之后的轨道。由于拓扑传递，很可能产生整个最终吸引子的图像。右图由简单的洛伦兹天气系统3维模型产生，都显示了洛伦兹吸引子的大致形状，可能是最著名的混沌系统图示之一，因为它不仅早，也是最复杂的混沌系统图之一，产生了非常有趣的模式。只要稍加想象，就能看到像蝴蝶翅膀一样的图案。
不同于定点吸引子与极限环，混沌系统产生的奇异吸引子具有很强的细节性与复杂性。它出现在连续动力系统（如洛伦兹系统）和一些离散系统（如厄农映射）。其他离散动力系统有一种称为朱利亚集的排斥结构，形成于定点吸引盆地之间的边界，可视为奇异吸引子。奇异吸引子具有分形结构，可以计算分形维度。

### 共存吸引子

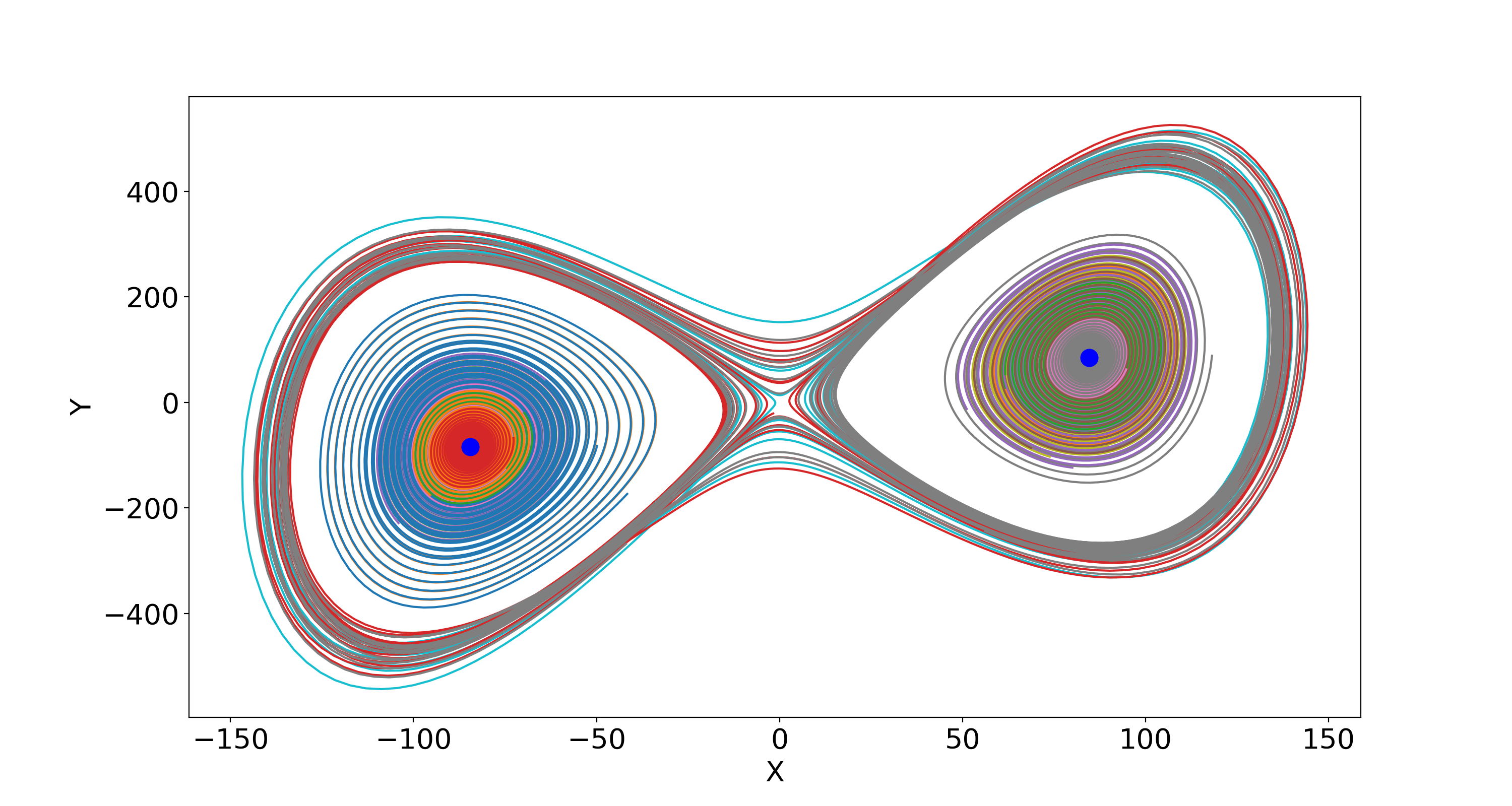
广义洛伦兹模型中的共存吸引子与非混沌吸引子。从0.625至5之间的无量纲时间和加热参数r = 680的不同初始条件开始，共有128条不同颜色的轨道。混沌轨道附近会反复回到原点的鞍点附近。非混沌轨道最终接近两个稳定点之一，如蓝色大点所示。混沌与非混沌轨道在相空间中占据不同的吸引区。

最近对洛伦兹模型的研究强调了多类解的重要性：相同的建模配置与不同的初始条件下，同一模型（如双摆系统）可能会出现混沌与非混沌共存的现象。经典与广义洛伦兹模型得到的吸引子共存结论反映“整个天气系统具有混沌和有序的双重性质，具有明显的可预测性”，这与传统的“混沌天气”观点截然不同。

### 混沌系统的最小复杂度

逻辑斯蒂映射x → r x (1 – x)的分岔图。垂直切片对应r值的吸引子。随着r增加，周期加倍，最终产生混沌。越暗的点被访问的频率越高。

逻辑斯蒂映射之类的离散混沌系统，无论维度如何，都会表现出奇异吸引子。具有抛物线最大值和费根鲍姆常数{\displaystyle \delta =4.669201...},{\displaystyle \alpha =2.502907...}的1维映射的普遍性在作为离散激光动力模型提出的Tahn映射上清晰可见：
{\displaystyle x\rightarrow Gx(1-\mathrm {tanh} (x))},
其中{\displaystyle x}表示电场振幅，{\displaystyle G}为激光增益分岔参数，在区间{\displaystyle [0,\infty )}内的逐渐增大会使动力从规则变为混沌，分岔图与逻辑斯蒂映射的分岔图具有相同性质。
而连续动力系统，庞加莱-本迪克松定理表明只有在3维及更高维才会出现奇异吸引子。有限维线性系统永远不会出现混沌，非线性或无限维系统才可能出现混沌。
庞加莱-本迪克松定理指出，二维微分方程具有非常规则的行为。下面讨论的洛伦兹吸引子由以下3个微分方程的系统产生：
{\displaystyle {\begin{aligned}{\frac {\mathrm {d} x}{\mathrm {d} t}}&=\sigma y-\sigma x,\\{\frac {\mathrm {d} y}{\mathrm {d} t}}&=\rho x-xz-y,\\{\frac {\mathrm {d} z}{\mathrm {d} t}}&=xy-\beta z.\end{aligned}}}
其中{\displaystyle x}、{\displaystyle y}、{\displaystyle z}构成系统状态，{\displaystyle t}是时间，{\displaystyle \sigma }、{\displaystyle \rho }、{\displaystyle \beta }是系统参数。右侧5个项是线性的，2个是二次项，共有7项。另一个著名的混沌吸引子由若斯叻方程产生，7个项中只有1个非线性项。Sprott发现了一个只有5项的3维系统，只有1个非线性项，在某些参数值下表现出混沌。Zhang & Heidel证明，对耗散与保守型的二次系统来说，右边只有3、4项的3维二次系统不会表现出混沌行为。原因很简单：此类系统的解是二维曲面的渐近，因此解表现良好。
庞加莱-本迪克松定理指出，欧氏平面上的连续动力系统不会是混沌的，非欧几何的2维连续动力系统则有可能。不过，只要是无限维线性系统，也可能出现混沌。数学分析的一个分支——泛函分析正在发展线性混沌理论。
上面优雅的三个常微分方程被称为3维洛伦兹模型。1963年以来，许多研究开发了更高维的洛伦兹模型，用于研究非线性程度的增加及其与加热、耗散的共同作用对去稳定的影响。

### 无限维映射
耦合离散映射的直接推广基于卷积积分，其介导了空间分布映射之间的相互作用：
{\displaystyle \psi _{n+1}({\vec {r}},t)=\int K({\vec {r}}-{\vec {r}}^{,},t)f[\psi _{n}({\vec {r}}^{,},t)]d{\vec {r}}^{,}},
其中的核{\displaystyle K({\vec {r}}-{\vec {r}}^{,},t)}是作为相关物理系统的格林函数导出的传播器，
{\displaystyle f[\psi _{n}({\vec {r}},t)]}可能是类似{\displaystyle \psi \rightarrow G\psi [1-\tanh(\psi )]}的逻辑斯蒂映射或复映射。复映射的例子是朱利亚集{\displaystyle f[\psi ]=\psi ^{2}}或池田映射{\displaystyle \psi _{n+1}=A+B\psi _{n}e^{i(|\psi _{n}|^{2}+C)}}。考虑波长为{\displaystyle \lambda =2\pi /k}、距离为{\displaystyle L=ct}的波传播问题时，核{\displaystyle K}可能具有薛定谔方程的格林函数形式：
{\displaystyle K({\vec {r}}-{\vec {r}}^{,},L)={\frac {ik\exp[ikL]}{2\pi L}}\exp[{\frac {ik|{\vec {r}}-{\vec {r}}^{,}|^{2}}{2L}}]}.

### 急动系统
急动度是位置向量相对于时间的三阶导，因此微分方程的形式为
{\displaystyle J\left({\overset {...}{x}},{\ddot {x}},{\dot {x}},x\right)=0}
有时也被称为急动方程。研究表明，急动方程等价于3个1阶普通非线性微分方程组，从某种意义上说是能产生混沌解的最小设置，激发了学界对急动系统的兴趣。涉及4阶及以上导数的系统相应地被称为超急动系统。
急动系统的行为由急动方程决定，对部分急动方程，简单的电子电路就能模拟解，称作急动电路，其可能出现混沌行为。
洛伦兹吸引子和若斯叻吸引子等著名混沌系统，传统上即描述为由3个1阶微分方程组成的系统，可以组合成单一的（相当复杂）急动方程。急动方程的另一个例子是：
{\displaystyle {\frac {\mathrm {d} ^{3}x}{\mathrm {d} t^{3}}}+A{\frac {\mathrm {d} ^{2}x}{\mathrm {d} t^{2}}}+{\frac {\mathrm {d} x}{\mathrm {d} t}}-|x|+1=0.}
其中A是可调参数。此方程在A=3/5时有一个混沌解，可用下面的急动电路实现；所需的非线性由2个二极管产生：
电路中，除{\displaystyle R_{A}=R/A=5R/3}外，所有电阻、电容的大小都相等。主频为{\displaystyle 1/2\pi RC}；运算放大器 0的输出对应x变量，1的输出对应x的一阶导，2的输出对应二阶导。
类似电路只需要一个二极管或根本不需要二极管。
也可见蔡氏电路，是混沌真随机数发生器的基础之一。

## 自发秩序
在适当条件下，混沌会自发演化为一种步调一致的模式。在藏本模型中，有4个条件足以使混沌系统产生同步。例子如惠更斯摆的耦合震荡、萤火虫、神经元、千禧桥共振、产生约瑟夫森效应的大型阵列等等。

## 應用

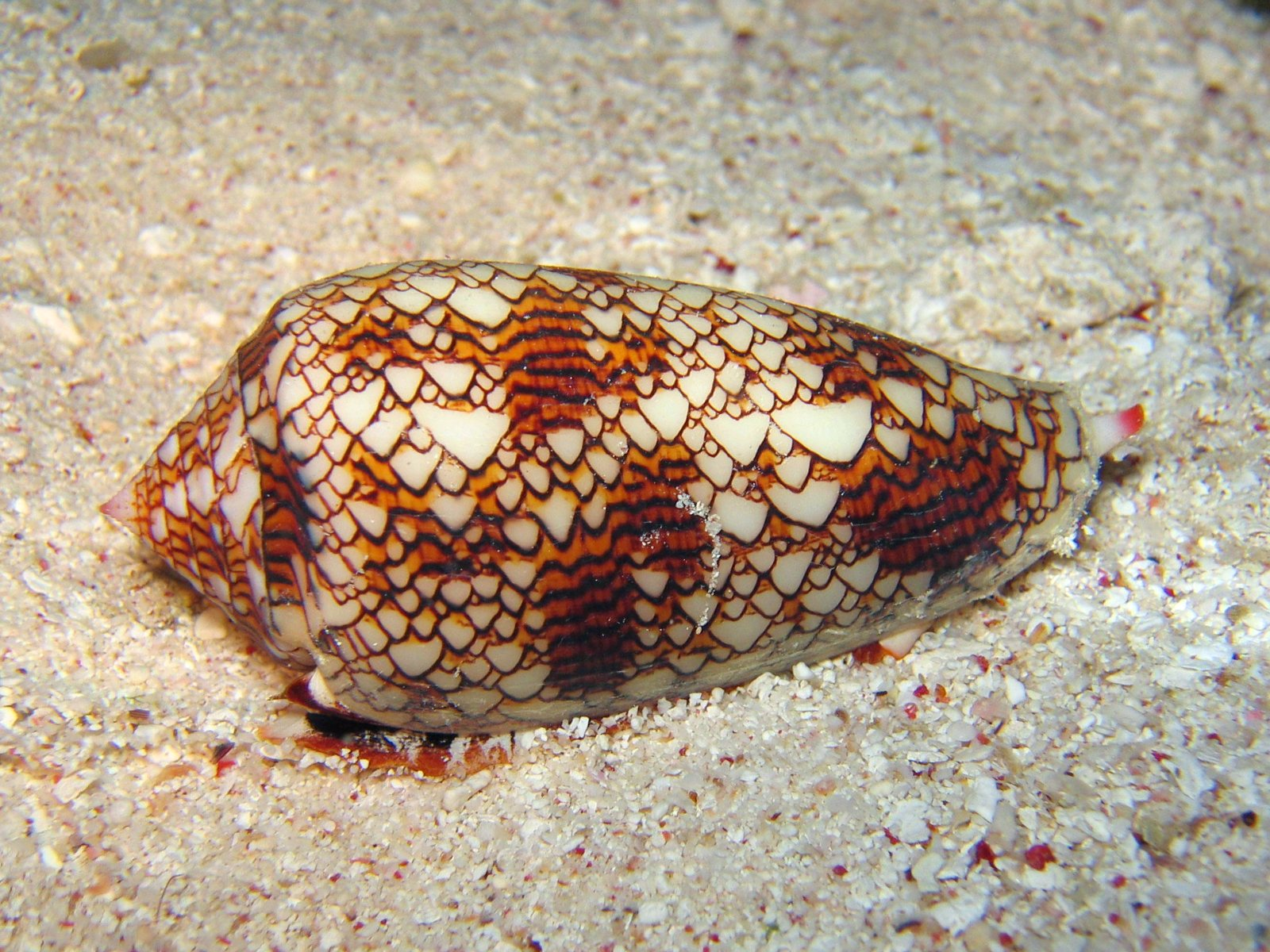
织锦芋螺外壳，与具有混沌行为的细胞自动机“规则30”外观相似。

混沌理論在許多科學學科中得到廣泛應用，包括：數學、生物學、信息技術、經濟學、化學、生態學、工程學、金融學、哲學、物理學、政治學、人口學、心理學和機器人學。多種系統的渾沌狀態在實驗室中得到觀察，包括電路、激光、流體的動態，以及機械和電磁裝置。在自然中進行的有對天氣、衛星運動、天體磁場、生態學中的種群增長、神經元中的動作電位和分子振動的觀察。

### 密码学
混沌理论在密码学中的应用已有多年。过去几十年中，混沌与非线性动力学已用于涉及数百种加密基元，涉及算法有图像加密、哈希函数、CSPRNG、流密码、数字水印及隐写术。它们大多基于单模混沌映射，很大一部分用混沌映射的控制参数与初始条件为密钥。更广地看，在不失一般性的前提下，混沌映射与密码系统的相似，是设计混沌密码算法的主要动机。对称密钥加密即依赖于混沌理论模拟的混淆与扩散。DNA运算与混沌理论相结合，提供了一种加密图像等信息的方法。许多DNA-混沌加密算法都被证明不安全，或者效率不高。

### 机器人学
机器人学是最近受益于混沌理论的另一个领域。混沌理论主要用于预测建模，而非让机器人通过试错与环境互动。被动行走的两足机器人也表现出了混沌动力。

### 生物学
这一百多年，生物学家都在试图用人口模型追踪不同物种的种群变化。大多数模型都是连续的，但最近在特定种群中，已经有混沌模型的实现。例如，对加拿大猞猁模型的研究表明，种群增长存在混沌行为。渾沌理論最成功的應用之一即在于生態學中的洛特卡－沃爾泰拉方程，在其中顯示了受密度制約之下的種群增長如何引致混沌狀態。
水文学之类的生态系统中也存在混沌现象，虽然其模型有不足之处，但通过混沌理论的视角观察数据，仍有很多值得学习的东西。另一个生物学应用是胎心分娩力描记法。胎儿监护需要一种微妙的平衡，要尽可能无创地获得精确信息。混沌建模可获得宫内缺氧的更好模型。
正如Perry指出的，理论生态学中混沌时间序列的建模得益于约束条件。:176,177真实的混沌与模型特有的混沌的区分往往有潜在困难，:176,177因此直接的约束条件和/或用于比较的重复时序数据都有助于约束模型，使其更接近现实，例如Perry & Wall 1984。:176,177基因对基因的共同演化有时会显示出混沌的基因频率动态。增加变量会加剧这种情况：在含额外变量的演化模型中，混沌会更常见，以反映真实种群的更多方面。Robert M. May本人也做过一些农作物共同进化的基础研究，反过来又塑造了整个领域。即使是在稳定的环境中，仅仅将一种农作物与一种病原体结合起来，也可能导致病原体总体的准周期或混沌震荡。（p. 169）

### 经济学
混沌理论也有可能改进经济模型，但预测经济系统的健康状况，及分析影响最大的因素是极其复杂的任务。经济金融体系与经典自然科学体系有着本质区别：前者本质上是人际相互作用的随机结果，纯确定性模型不可能准确反映数据。检验经济与金融学中的混沌的实证文献得出的结果相当不一致，部分原因是混淆了对混沌的特定检验和对非线性关系的更一般检验。
经济学中可以通过递归量化分析发现混沌现象。事实上，Orlando et al.通过所谓递推量化相关指数，发现了时序中的隐藏变化。然后，采用相同技术检测层流（规则）到湍流（混沌）阶段的过渡及宏观经济变量之间的差异，并突出经济动态的隐藏特征。最后，混沌理论有助于建立经济运行模型，以及嵌入COVID-19等外部事件造成的冲击。

### 管理运筹学
管理運籌學領域的許多混沌系統，如排隊系統、庫存系統、計劃調度系統等的主要特點是在不同的管理決策規則下，隊列、庫存和計劃調度的混亂。 Murphy以混沌理論為模型，研究公共關係管理中的問題和危機。 Joseph在總結混沌管理的研究現狀後指出，混沌管理依賴於變化規則，變化規則是基於有序或無序變化、適應性、新的有序出現過程的一套規則。

### 混沌控制
混沌控制由狄透（William Ditto）、賈芬卡（Alan Garfinkel）、約克（Jim Yorke），將此想法化為實用技術，用微小的變化開始，造成希望所想的巨大改變。

### 其他领域
化学中，预测气体溶解度对生产聚合物至关重要，但使用粒子群优化（PSO）的模型往往会收敛到错误的点上。一种改进的PSO引入了混沌理论，避免了模型陷入困境。天体力学中，尤其是观测小行星时，混沌理论可以更好预测它们何时会接近行星。冥王星的5颗卫星中有4颗以混沌方式旋转。量子力学和电气工程中，对约瑟夫森效应大型阵列的研究极大受益于混沌理论。煤矿常发生瓦斯泄漏，导致大量伤亡。直到最近，还没有可靠方法来预测，但它们具有混沌趋势。如果模型建立得当，可以相当准确地预测。
混沌理论可用于自然科学以外的领域，但历史上几乎所有此类研究都缺乏可重复性、外部有效性差、和/或不注重交叉验证，导致预测准确性差。Glass、Mandell & Selz发现，迄今还没有任何EEG研究表明存在奇异吸引子或其他混沌行为的迹象。
混沌理论在心理学亦有应用。例如，在模拟群体行为时，特殊成员可能分享威尔弗雷德·鲁普莱希特·比昂理论中的基本假设。研究人员发现，群体动态是个体动态的结果：每个个体以不同尺度再现群体动态，群体的混沌反映在每个成员身上。

### 引用
1. ↑  Ivancevic, Vladimir G.; Tijana T. Ivancevic. . Springer. 2008. ISBN 978-3-540-79356-4.
2. ↑  Hunt, Brian R.; Yorke, James A.  (PDF). Nonlinear Science Today. 1993, 3 (1)  [2023-11-15]. （原始内容存档 (PDF)于2023-11-03）.
3. ↑  Everitt, Francis. . Physics World. 2006-12-01  [2023-11-03]. （原始内容存档于2024-01-01） （英国英语）.
4. ↑  Gardini, Laura; Grebogi, Celso; Lenci, Stefano. . Nonlinear Dynamics. 2020-10-01, 102 (2): 643–644. ISSN 1573-269X. doi:10.1007/s11071-020-05903-0 （英语）.
5. ↑  Poincaré, Jules Henri. . Acta Mathematica. 1890, 13 (1–2): 1–270. doi:10.1007/BF02392506 .
6. ↑  Poincaré, J. Henri. . Popp, Bruce D. (Translator). Cham, Switzerland: Springer International Publishing. 2017. ISBN 9783319528984. OCLC 987302273.
7. ↑  Diacu, Florin; Holmes, Philip. . Princeton University Press. 1996.
8. ↑  Hadamard, Jacques. . Journal de Mathématiques Pures et Appliquées. 1898, 4: 27–73.
9. ↑  George D. Birkhoff, Dynamical Systems, vol. 9 of the American Mathematical Society Colloquium Publications (Providence, Rhode Island: American Mathematical Society, 1927)
10. ↑  Kolmogorov, Andrey Nikolaevich. . Doklady Akademii Nauk SSSR. 1941, 30 (4): 301–5. Bibcode:1941DoSSR..30..301K. Reprinted in: Kolmogorov, A. N. . Proceedings of the Royal Society A. 1991, 434 (1890): 9–13. Bibcode:1991RSPSA.434....9K. S2CID 123612939. doi:10.1098/rspa.1991.0075.
11. ↑  Kolmogorov, A. N. . Doklady Akademii Nauk SSSR. 1941, 31 (6): 538–540. Reprinted in: Kolmogorov, A. N. . Proceedings of the Royal Society A. 1991, 434 (1890): 15–17. Bibcode:1991RSPSA.434...15K. S2CID 122060992. doi:10.1098/rspa.1991.0076.
12. ↑  Kolmogorov, A. N. . . Lecture Notes in Physics 98. 1979: 527–530. Bibcode:1979LNP....93...51K. ISBN 978-3-540-09120-2. doi:10.1007/BFb0021737. |journal=被忽略 (帮助) See also Kolmogorov–Arnold–Moser theorem
13. ↑  Cartwright, Mary L.; Littlewood, John E. . Journal of the London Mathematical Society. 1945, 20 (3): 180–9. doi:10.1112/jlms/s1-20.3.180. See also: Van der Pol oscillator
14. ↑  Smale, Stephen. . Bulletin of the American Mathematical Society. January 1960, 66: 43–49. doi:10.1090/S0002-9904-1960-10386-2 .
15. ↑  Chirikov, Boris.  (PDF). Атомная энергия.   [2023-11-15]. （原始内容存档 (PDF)于2022-05-25）.
16. ↑  Chirikov, B. V. . The Soviet Journal of Atomic Energy. 1960-12-01, 6 (6): 464–470. ISSN 1573-8205. S2CID 59483478. doi:10.1007/BF01483352 （英语）.
17. ↑  Jean, Bellissard; Dima, Shepelyansky.  (PDF). Annales Henri Poincaré. 27 February 1998, 68 (4): 379  [2023-11-15]. （原始内容存档 (PDF)于2015-12-03）.
18. ↑  Bellissard, J.; Bohigas, O.; Casati, G.; Shepelyansky, D.L. . Physica D: Nonlinear Phenomena. 1 July 1999, 131 (1–4): viii–xv. Bibcode:1999PhyD..131D...8B. ISSN 0167-2789. S2CID 119107150. doi:10.1016/s0167-2789(99)90007-6.
19. ↑  Shepelyansky, Dima. . OCLC 859751750.
20. ↑  Abraham & Ueda 2000，See Chapters 3 and 4
21. ↑  Sprott 2003，第89頁
22. ↑  Lorenz, Edward N. . Journal of the Atmospheric Sciences. 1963, 20 (2): 130–141. Bibcode:1963JAtS...20..130L. doi:10.1175/1520-0469(1963)020<0130:DNF>2.0.CO;2 .
23. ↑  Sokol, Joshua. . Quanta Magazine. 2019-05-20  [2022-11-09]. （原始内容存档于2024-02-10）.
24. ↑  Gleick, James. . London: Cardinal. 1987: 17. ISBN 978-0-434-29554-8.
25. ↑  Berger J.M.; Mandelbrot B. . IBM Journal of Research and Development. 1963, 7 (3): 224–236. doi:10.1147/rd.73.0224.
26. ↑  Mandelbrot, B. . New York: Freeman. 1977: 248.
27. ↑  See also: Mandelbrot, Benoît B.; Hudson, Richard L. . New York: Basic Books. 2004: 201. ISBN 9780465043552.
28. ↑  Mandelbrot, Benoît. . Science. 5 May 1967, 156 (3775): 636–8  [2023-11-15]. Bibcode:1967Sci...156..636M. PMID 17837158. S2CID 15662830. doi:10.1126/science.156.3775.636. （原始内容存档于2021-10-19）.
29. ↑  Mandelbrot, B. . New York: Macmillan. 1982. ISBN 978-0716711865.
30. 1 2  Feigenbaum, Mitchell. . Journal of Statistical Physics. July 1978, 19 (1): 25–52. Bibcode:1978JSP....19...25F. CiteSeerX 10.1.1.418.9339 . S2CID 124498882. doi:10.1007/BF01020332.
31. ↑  Coullet, Pierre, and Charles Tresser. "Iterations d'endomorphismes et groupe de renormalisation." Le Journal de Physique Colloques 39.C5 (1978): C5-25
32. ↑  .   [2008-01-17]. （原始内容存档于2012-02-05）.
33. ↑  Huberman, B.A. . Annals of the New York Academy of Sciences. July 1987,. 504 Perspectives in Biological Dynamics and Theoretical Medicine (1): 260–273. Bibcode:1987NYASA.504..260H. PMID 3477120. S2CID 42733652. doi:10.1111/j.1749-6632.1987.tb48737.x.
34. ↑  Bak, Per; Tang, Chao; Wiesenfeld, Kurt. . Physical Review Letters. 1987-07-27, 59 (4): 381–4. Bibcode:1987PhRvL..59..381B. PMID 10035754. S2CID 7674321. doi:10.1103/PhysRevLett.59.381. However, the conclusions of this article have been subject to dispute. . （原始内容存档于2007-12-14）.. See especially: Laurson, Lasse; Alava, Mikko J.; Zapperi, Stefano. . Journal of Statistical Mechanics: Theory and Experiment. 2005-09-15, 0511. L001.
35. ↑  Omori, F. . Journal of the College of Science, Imperial University of Tokyo. 1894, 7: 111–200.
36. ↑  Gleick, James. . Penguin Books. August 26, 2008. ISBN 978-0143113454.
37. ↑  Motter, A. E.; Campbell, D. K. . Phys. Today. 2013, 66 (5): 27–33. Bibcode:2013PhT....66e..27M. S2CID 54005470. arXiv:1306.5777 . doi:10.1063/pt.3.1977.
38. ↑  Hubler, A.; Foster, G.; Phelps, K. . Complexity. 2007, 12 (3): 10. Bibcode:2007Cmplx..12c..10H. doi:10.1002/cplx.20159.
39. ↑  Kiel, L.; Elliott, Euel (编). . Ann Arbor, MI: University of Michigan Press. 1996. ISBN 9780472106387. doi:10.3998/mpub.14623. hdl:2027/fulcrum.d504rm03n （英语）.
40. ↑  Piotrowski, Chris. . researchgate.net.   [2020-05-13].
41. ↑  Weinberger, David. . Harvard Business Review Press. 2019  [2023-11-15]. ISBN 9781633693968. （原始内容存档于2022-11-14）.
42. ↑  Chen, G.-R.  (PDF). 2020-01-01  [2023-07-01]. （原始内容存档 (PDF)于2023-08-12）.
43. ↑  Shen, Bo-Wen; Pielke, Sr., Roger; Zeng, Xubin. . Atmosphere. 2023-08-12, 14 (8): 1279. Bibcode:2023Atmos..14.1279S. doi:10.3390/atmos14081279 .
44. ↑  Shen, Bo-Wen. . International Journal of Bifurcation and Chaos. 2023-09-04, 33 (10): 2330024. doi:10.1142/S0218127423300240.
45. ↑  Lorenz, E. N. . Tellus. 1964, 16 (1): 1–11. Bibcode:1964Tell...16....1L. doi:10.3402/tellusa.v16i1.8893.
46. ↑  Definition of  at Wiktionary;
47. ↑  . www.dictionary.com.   [2019-11-24]. （原始内容存档于2024-01-31） （英语）.
48. ↑  Hasselblatt, Boris; Anatole Katok. . Cambridge University Press. 2003. ISBN 978-0-521-58750-1.
49. ↑  Banks; Brooks; Cairns; Davis; Stacey. . The American Mathematical Monthly. 1992, 99 (4): 332–334. doi:10.1080/00029890.1992.11995856.
50. ↑  Vellekoop, Michel; Berglund, Raoul. . The American Mathematical Monthly. April 1994, 101 (4): 353–5. JSTOR 2975629. doi:10.2307/2975629.
51. ↑  Medio, Alfredo; Lines, Marji. . Cambridge University Press. 2001: 165. ISBN 978-0-521-55874-7.
52. ↑  .   [2019-11-24]. （原始内容存档于2023-09-13） （美国英语）.
53. ↑  . MIT News. 2008-04-16  [2019-11-24]. （原始内容存档于2024-01-18）.
54. 1 2  Lorenz, Edward. . University of Washington Press. 1993: 181–206.
55. ↑  Shen, Bo-Wen; Pielke, Roger A.; Zeng, Xubin. . Atmosphere. 2022-05-07, 13 (5): 753. Bibcode:2022Atmos..13..753S. ISSN 2073-4433. doi:10.3390/atmos13050753  （英语）.
56. ↑  Watts, Robert G. . Morgan & Claypool. 2007: 17.
57. ↑  Weisstein, Eric W. . mathworld.wolfram.com.   [2019-11-24]. （原始内容存档于2022-12-06） （英语）.
58. ↑  Bishop, Robert, , Zalta, Edward N.  (编),  Spring 2017, Metaphysics Research Lab, Stanford University, 2017  [2019-11-24], （原始内容存档于2022-11-14）
59. ↑  Werndl, Charlotte. . The British Journal for the Philosophy of Science. 2009, 60 (1): 195–220. S2CID 354849. arXiv:1310.1576 . doi:10.1093/bjps/axn053.
60. 1 2  Devaney 2003
61. ↑  Robinson 1995
62. ↑  Alligood, Sauer & Yorke 1997
63. ↑  Li, T.Y.; Yorke, J.A.  (PDF). American Mathematical Monthly. 1975, 82 (10): 985–92. Bibcode:1975AmMM...82..985L. CiteSeerX 10.1.1.329.5038 . JSTOR 2318254. doi:10.2307/2318254. （原始内容 (PDF)存档于2009-12-29）.
64. ↑  Strelioff, Christopher; et., al. . Phys. Rev. Lett. 2006, 96 (4): 044101. Bibcode:2006PhRvL..96d4101S. PMID 16486826. doi:10.1103/PhysRevLett.96.044101.
65. 1 2 3  Shen, Bo-Wen. . International Journal of Bifurcation and Chaos. 2019-03-01, 29 (3): 1950037–1950091. Bibcode:2019IJBC...2950037S. ISSN 0218-1274. S2CID 132494234. doi:10.1142/S0218127419500378 .
66. 1 2 3  Shen, Bo-Wen; Pielke, Roger A.; Zeng, Xubin; Baik, Jong-Jin; Faghih-Naini, Sara; Cui, Jialin; Atlas, Robert. . Bulletin of the American Meteorological Society. 2021-01-01, 102 (1): E148–E158. Bibcode:2021BAMS..102E.148S. ISSN 0003-0007. S2CID 208369617. doi:10.1175/BAMS-D-19-0165.1  （英语）.
67. 1 2  Shen, Bo-Wen; Pielke Sr., Roger Pielke; Zeng, Xubin; Cui, Jialin; Faghih-Naini, Sara; Paxson, Wei; Kesarkar, Amit; Zeng, Xiping; Atlas, Robert. . Atmosphere. 2022-11-12, 13 (11): 1892. Bibcode:2022Atmos..13.1892S. ISSN 2073-4433. doi:10.3390/atmos13111892  （英语）.
68. ↑  Yorke, James A.; Yorke, Ellen D. . Journal of Statistical Physics. 1979-09-01, 21 (3): 263–277. Bibcode:1979JSP....21..263Y. ISSN 1572-9613. S2CID 12172750. doi:10.1007/BF01011469 （英语）.
69. ↑  Shen, Bo-Wen; Pielke Sr., R. A.; Zeng, X.; Baik, J.-J.; Faghih-Naini, S.; Cui, J.; Atlas, R.; Reyes, T. A. L. . Skiadas, Christos H.; Dimotikalis, Yiannis  (编). . Springer Proceedings in Complexity. Cham: Springer International Publishing. 2021: 805–825  [2023-11-14]. ISBN 978-3-030-70795-8. S2CID 245197840. doi:10.1007/978-3-030-70795-8_57. （原始内容存档于2023-05-28） （英语）.
70. ↑   (PDF).   [2023-11-14]. （原始内容存档 (PDF)于2010-12-14）.
71. ↑  Okulov, A Yu; Oraevskiĭ, A N. . J. Opt. Soc. Am. B. 1986, 3 (5): 741–746. Bibcode:1986JOSAB...3..741O. S2CID 124347430. doi:10.1364/JOSAB.3.000741.
72. ↑  Okulov, A Yu; Oraevskiĭ, A N. . Soviet Journal of Quantum Electronics. 1984, 14 (2): 1235–1237. Bibcode:1984QuEle..14.1235O. doi:10.1070/QE1984v014n09ABEH006171.
73. ↑  Sprott, J.C. . Physics Letters A. 1997, 228 (4–5): 271–274. Bibcode:1997PhLA..228..271S. doi:10.1016/S0375-9601(97)00088-1.
74. ↑  Fu, Z.; Heidel, J. . Nonlinearity. 1997, 10 (5): 1289–1303. Bibcode:1997Nonli..10.1289F. S2CID 250757113. doi:10.1088/0951-7715/10/5/014.
75. ↑  Heidel, J.; Fu, Z. . Nonlinearity. 1999, 12 (3): 617–633. Bibcode:1999Nonli..12..617H. S2CID 250853499. doi:10.1088/0951-7715/12/3/012.
76. ↑  Rosario, Pedro. . Lulu.com. 2006. ISBN 978-1411693913.[自述来源]
77. ↑  Bonet, J.; Martínez-Giménez, F.; Peris, A. . Bulletin of the London Mathematical Society. 2001, 33 (2): 196–8. S2CID 121429354. doi:10.1112/blms/33.2.196.
78. ↑  Shen, Bo-Wen. . Journal of the Atmospheric Sciences. 2014-05-01, 71 (5): 1701–1723. Bibcode:2014JAtS...71.1701S. ISSN 0022-4928. S2CID 123683839. doi:10.1175/JAS-D-13-0223.1 （英语）.
79. ↑  Musielak, Dora E.; Musielak, Zdzislaw E.; Kennamer, Kenny S. . Fractals. 2005-03-01, 13 (1): 19–31  [2023-11-14]. ISSN 0218-348X. doi:10.1142/S0218348X0500274X. （原始内容存档于2023-06-03）.
80. ↑  Roy, D.; Musielak, Z. E. . Chaos, Solitons & Fractals. 2007-05-01, 32 (3): 1038–1052. Bibcode:2007CSF....32.1038R. ISSN 0960-0779. doi:10.1016/j.chaos.2006.02.013 （英语）.
81. ↑  Adachihara, H; McLaughlin, D W; Moloney, J V; Newell, A C. . Journal of Mathematical Physics. 1988, 29 (1): 63. Bibcode:1988JMP....29...63A. doi:10.1063/1.528136.
82. ↑  Okulov, A Yu; Oraevskiĭ, A N. . N.G. Basov  (编).  187. Nauka. 1988: 202–222. LCCN 88174540 （俄语）.
83. ↑  Okulov, A Yu. . Optics and Spectroscopy. 2000, 89 (1): 145–147. Bibcode:2000OptSp..89..131O. S2CID 122790937. doi:10.1134/BF03356001.
84. ↑  Okulov, A Yu. . Chaos, Solitons & Fractals. 2020, 133 (4): 109638. Bibcode:2020CSF...13309638O. S2CID 118828500. arXiv:1901.09274 . doi:10.1016/j.chaos.2020.109638.
85. ↑  K. E. Chlouverakis and J. C. Sprott, Chaos Solitons & Fractals 28, 739–746 (2005), Chaotic Hyperjerk Systems, http://sprott.physics.wisc.edu/pubs/paper297.htm （页面存档备份，存于）
86. ↑  "A New Chaotic Jerk Circuit" （页面存档备份，存于）, J. C. Sprott, IEEE Transactions on Circuits and Systems,2011.
87. ↑  "Simple Autonomous Chaotic Circuits" （页面存档备份，存于）, J. C. Sprott, IEEE Transactions on Circuits and Systems--II: Express Briefs, 2010.
88. ↑  "Secure Image Encryption Based On a Chua Chaotic Noise Generator" （页面存档备份，存于）, A. S. Andreatos*, and A. P. Leros, Journal of Engineering Science and Technology Review, 2013.
89. ↑  Steven Strogatz, Sync: The Emerging Science of Spontaneous Order, Hyperion, 2003.
90. ↑  Stephen Coombes.  (PDF). www.maths.nottingham.ac.uk. University of Nottingham. February 2009  [2013-04-10]. （原始内容存档 (PDF)于2013-11-05）.
91. ↑  Kyrtsou C.; Labys W. . Journal of Macroeconomics. 2006, 28 (1): 256–266. doi:10.1016/j.jmacro.2005.10.019.
92. ↑  Kyrtsou C., Labys W.; Labys. . Physica A. 2007, 377 (1): 227–229. Bibcode:2007PhyA..377..227K. doi:10.1016/j.physa.2006.11.002.
93. ↑  Kyrtsou, C.; Vorlow, C. . Diebolt, C.; Kyrtsou, C.  (编). . Springer Verlag. 2005.
94. 1 2  Dynamics Analysis and Fractional-Order Approximate Entropy of Nonlinear Inventory Management Systems, 2021, 5516703, https://www.hindawi.com/journals/mpe/2021/5516703/ （页面存档备份，存于）
95. ↑  Hernández-Acosta, M. A.; Trejo-Valdez, M.; Castro-Chacón, J. H.; Miguel, C. R. Torres-San; Martínez-Gutiérrez, H. . New Journal of Physics. 2018, 20 (2): 023048. Bibcode:2018NJPh...20b3048H. ISSN 1367-2630. doi:10.1088/1367-2630/aaad41  （英语）.
96. ↑  . （原始内容存档于2011-08-09）.
97. ↑  Hristu-Varsakelis, D.; Kyrtsou, C. . Discrete Dynamics in Nature and Society. 2008, 2008: 1–7. doi:10.1155/2008/138547 . 138547.
98. ↑  Kyrtsou, C.; M. Terraza. . Computational Economics. 2003, 21 (3): 257–276. S2CID 154202123. doi:10.1023/A:1023939610962.
99. ↑  Williams, Bill Williams, Justine.  2nd. New York: Wiley. 2004. ISBN 9780471463085.
100. ↑  Peters, Edgar E.  2. print. New York u.a.: Wiley. 1994. ISBN 978-0471585244.
101. ↑  Peters, / Edgar E.  2nd. New York: John Wiley & Sons. 1996. ISBN 978-0471139386.
102. ↑  Hubler, A.; Phelps, K. . Complexity. 2007, 13 (2): 62. Bibcode:2007Cmplx..13b..62W. doi:10.1002/cplx.20204.
103. ↑  Gerig, A. . Physical Review E. 2007, 75 (4): 045202. Bibcode:2007PhRvE..75d5202G. PMID 17500951. S2CID 45804559. arXiv:nlin/0701050 . doi:10.1103/PhysRevE.75.045202.
104. ↑  Wotherspoon, T.; Hubler, A. . The Journal of Physical Chemistry A. 2009, 113 (1): 19–22. Bibcode:2009JPCA..113...19W. PMID 19072712. doi:10.1021/jp804420g.
105. ↑  Borodkin, Leonid I. . Ural Historical Journal. 2019, 63 (2): 127–136. doi:10.30759/1728-9718-2019-2(63)-127-136 .
106. ↑  Progonati, E. . . Springer. 2018. ISBN 978-3-030-27672-0.
107. ↑  Dilão, R.; Domingos, T. . Bulletin of Mathematical Biology. 2001, 63 (2): 207–230. PMID 11276524. S2CID 697164. doi:10.1006/bulm.2000.0213.
108. 1 2  Akhavan, A.; Samsudin, A.; Akhshani, A. . Journal of the Franklin Institute. 2011-10-01, 348 (8): 1797–1813. doi:10.1016/j.jfranklin.2011.05.001.
109. ↑  Behnia, S.; Akhshani, A.; Mahmodi, H.; Akhavan, A. . Chaos, Solitons & Fractals. 2008-01-01, 35 (2): 408–419. Bibcode:2008CSF....35..408B. doi:10.1016/j.chaos.2006.05.011.
110. ↑  Wang, Xingyuan; Zhao, Jianfeng. . Commun. Nonlinear Sci. Numer. Simul. 2012, 15 (12): 4052–4057. Bibcode:2010CNSNS..15.4052W. doi:10.1016/j.cnsns.2010.02.014.
111. ↑  Babaei, Majid. . Natural Computing. 2013, 12 (1): 101–107. S2CID 18407251. doi:10.1007/s11047-012-9334-9.
112. ↑  Akhavan, A.; Samsudin, A.; Akhshani, A. . Optics & Laser Technology. 2017-10-01, 95: 94–99. Bibcode:2017OptLT..95...94A. doi:10.1016/j.optlastec.2017.04.022.
113. ↑  Xu, Ming. . 3D Research. 2017-06-01, 8 (2): 15. Bibcode:2017TDR.....8..126X. ISSN 2092-6731. S2CID 125169427. doi:10.1007/s13319-017-0126-y （英语）.
114. ↑  Liu, Yuansheng; Tang, Jie; Xie, Tao. . Optics & Laser Technology. 2014-08-01, 60: 111–115. Bibcode:2014OptLT..60..111L. S2CID 18740000. arXiv:1307.4279 . doi:10.1016/j.optlastec.2014.01.015.
115. ↑  Nehmzow, Ulrich; Keith Walker.  (PDF). Robotics and Autonomous Systems. Dec 2005, 53 (3–4): 177–193  [2017-10-25]. CiteSeerX 10.1.1.105.9178 . doi:10.1016/j.robot.2005.09.009. （原始内容 (PDF)存档于2017-08-12）.
116. ↑  Goswami, Ambarish; Thuilot, Benoit; Espiau, Bernard. . The International Journal of Robotics Research. 1998, 17 (12): 1282–1301. CiteSeerX 10.1.1.17.4861 . S2CID 1283494. doi:10.1177/027836499801701202.
117. ↑  Eduardo, Liz; Ruiz-Herrera, Alfonso. . SIAM Journal on Applied Dynamical Systems. 2012, 11 (4): 1200–1214. doi:10.1137/120868980.
118. ↑  Lai, Dejian. . Computational Statistics & Data Analysis. 1996, 22 (4): 409–423. doi:10.1016/0167-9473(95)00056-9.
119. ↑  Sivakumar, B. . Journal of Hydrology. 31 January 2000, 227 (1–4): 1–20. Bibcode:2000JHyd..227....1S. doi:10.1016/S0022-1694(99)00186-9.
120. ↑  Bozóki, Zsolt. . European Journal of Obstetrics & Gynecology and Reproductive Biology. February 1997, 71 (2): 163–168. PMID 9138960. doi:10.1016/s0301-2115(96)02628-0.
121. 1 2 3  Perry, Joe; Smith, Robert; Woiwod, Ian; Morse, David. Perry, Joe N; Smith, Robert H; Woiwod, Ian P; Morse, David R , 编. . Population and Community Biology Series 1. Springer Science+Business Media Dordrecht. 2000: xii+226. ISBN 978-94-010-5772-1. S2CID 37855255. doi:10.1007/978-94-011-4010-2.
122. 1 2 3  
Thompson, John; Burdon, Jeremy. . Review Article. Nature (Nature Publishing Group). 1992, 360 (6400): 121–125. Bibcode:1992Natur.360..121T. ISSN 0028-0836. S2CID 4346920. doi:10.1038/360121a0. eISSN 1476-4687 （英语）.
123. ↑  
Jones, Gareth. Jones, D. Gareth , 编.  1. Springer Science+Business Media Dordrecht. 1998: xvi + 460 + 26 b/w  ill. + 33 color ill. ISBN 978-94-017-3302-1. S2CID 1793087. doi:10.1007/978-94-017-3302-1 （英语）.
124. ↑  Juárez, Fernando. . Procedia Computer Science. 2011, 3: 982–986. doi:10.1016/j.procs.2010.12.161 .
125. ↑  Brooks, Chris.  (PDF). Computational Economics. 1998, 11 (3): 265–281. ISSN 1572-9974. S2CID 118329463. doi:10.1023/A:1008650024944. （原始内容存档 (PDF)于2017-08-09）.
126. ↑  Orlando, Giuseppe; Zimatore, Giovanna. . Indian Academy of Sciences – Conference Series. 2017-12-18, 1 (1): 35–41. doi:10.29195/iascs.01.01.0009 .
127. ↑  Orlando, Giuseppe; Zimatore, Giovanna. . Chaos, Solitons & Fractals. 2018-05-01, 110: 82–94  [2023-11-15]. Bibcode:2018CSF...110...82O. ISSN 0960-0779. S2CID 85526993. doi:10.1016/j.chaos.2018.02.032. （原始内容存档于2022-12-17） （英语）.
128. ↑  Orlando, Giuseppe; Zimatore, Giovanna. . Chaos: An Interdisciplinary Journal of Nonlinear Science. 2020-08-01, 30 (8): 083129  [2023-11-15]. Bibcode:2020Chaos..30h3129O. PMID 32872798. S2CID 235909725. doi:10.1063/5.0015916. （原始内容存档于2022-12-17）.
129. ↑  Li, Mengshan; Xingyuan Huanga; Hesheng Liua; Bingxiang Liub; Yan Wub; Aihua Xiongc; Tianwen Dong. . Fluid Phase Equilibria. 25 October 2013, 356: 11–17. doi:10.1016/j.fluid.2013.07.017.
130. ↑  Morbidelli, A. . Regular & Chaotic Dynamics. 2001, 6 (4): 339–353. doi:10.1070/rd2001v006n04abeh000182.
131. ↑  Steven Strogatz, Sync: The Emerging Science of Spontaneous Order, Hyperion, 2003
132. ↑  Dingqi, Li; Yuanping Chenga; Lei Wanga; Haifeng Wanga; Liang Wanga; Hongxing Zhou. . Mining Science and Technology. May 2011, 21 (3): 439–443. Bibcode:2011MiSTC..21..439L. doi:10.1016/j.mstc.2011.05.010.
133. ↑  Glass, L. . Grebogi, C; Yorke, J. A.  (编). . United Nations University Press. 1997.
134. ↑  Mandell, A. J.; Selz, K. A. . Grebogi, C; Yorke, J. A.  (编). . United Nations University Press. 1997.
135. ↑  Dal Forno, Arianna; Merlone, Ugo. . Nonlinear Dynamics, Psychology, and Life Sciences. 2013, 17 (2): 295–315. ISSN 1090-0578. PMID 23517610.

## 外部連結
- Hazewinkel, Michiel (编), , , Springer, 2001, ISBN 978-1-55608-010-4
- Nonlinear Dynamics Research Group with Animations in Flash
- The Chaos group at the University of Maryland （页面存档备份，存于）
- The Chaos Hypertextbook （页面存档备份，存于）. An introductory primer on chaos and fractals
- ChaosBook.org （页面存档备份，存于） An advanced graduate textbook on chaos (no fractals)
- Society for Chaos Theory in Psychology & Life Sciences （页面存档备份，存于）
- Nonlinear Dynamics Research Group at CSDC, Florence Italy
- Interactive live chaotic pendulum experiment, allows users to interact and sample data from a real working damped driven chaotic pendulum
- Nonlinear dynamics: how science comprehends chaos （页面存档备份，存于）, talk presented by Sunny Auyang, 1998.
- Nonlinear Dynamics （页面存档备份，存于）. Models of bifurcation and chaos by Elmer G. Wiens
- Gleick's Chaos (excerpt) （页面存档备份，存于）
- Systems Analysis, Modelling and Prediction Group at the University of Oxford
- A page about the Mackey-Glass equation
- High Anxieties — The Mathematics of Chaos （页面存档备份，存于） (2008) BBC documentary directed by David Malone
- The chaos theory of evolution （页面存档备份，存于） - article published in Newscientist featuring similarities of evolution and non-linear systems including fractal nature of life and chaos.
- Jos Leys, Étienne Ghys et Aurélien Alvarez,  Chaos, A Mathematical Adventure （页面存档备份，存于）. Nine films about dynamical systems, the butterfly effect and chaos theory, intended for a wide audience.